# 小林いずみ
小林 いずみ（こばやし いずみ、1959年1月18日 - ）は、日本の実業家。みずほフィナンシャルグループ取締役会議長（社外）、ANAホールディングス取締役（社外）、サントリーホールディングス取締役（社外）、オムロン取締役（社外）、文部科学省中央教育審議会委員、金融庁金融審議会委員、東京オリンピック・パラリンピック競技大会組織委員会顧問、公益財団法人国際文化会館理事。
メリルリンチ日本証券代表取締役社長、多数国間投資保証機関長官（第5代）、経済同友会副代表幹事、大阪証券取引所取締役（社外）などを歴任した。

## 来歴

### 生い立ち
東京都練馬区生まれ。練馬区立の小中学校、恵泉女学園高等学校を経て、成蹊大学文学部文化学科卒業。大学時代は、外洋帆船部に所属していた。

### 実業界にて
成蹊大学卒業後は、三菱化成工業（現在の三菱ケミカル株式会社）に勤務した。1985年、メリルリンチ・フューチャーズ・ジャパンに入社した。1998年5月からメリルリンチ証券会社業務部長、2000年同社業務統括本部長。
メリルリンチ日本証券にて、法人顧客グループ業務統括本部の本部長（CAO) として、ニューヨーク本社及び守屋寿会長と共に、社長候補を探していたが、適任者が見つからず、2001年、自らがメリルリンチ日本証券の代表取締役社長に就任し、在任中にリストラクチャリングに取り組んで、従業員2700名のうち1500名を退社させた。このため、金融業界では「人斬りいずみ」と呼ばれた。
経済同友会で2007年から2009年まで副代表幹事として教育問題委員会委員長を務めた。また2002年から2008年まで株式会社大阪証券取引所取締役兼務。2008年11月24日、多数国間投資保証機関の長官に就任し、2013年6月に任期満了で退任すると、同年7月からANAホールディングス株式会社取締役。同年11月1日からサントリーホールディングス取締役。東京オリンピック・パラリンピック競技大会組織委員会顧問等も務め、2014年～2023年三井物産取締役。2015年経済同友会副代表幹事。同年キユーピー経営アドバイザリーボード社外委員。
2016年～2019年日本放送協会経営委員。2017年みずほフィナンシャルグループ取締役。2018年東京都東京と日本の成長を考える検討会委員。2019年文部科学省中央教育審議会委員、金融庁金融審議会委員。2020年みずほフィナンシャルグループ取締役会議長、オムロン取締役。2021年みずほフィナンシャルグループシステム障害対応検証委員会委員。

## 賞歴
- 2004年 - ヴーヴ・クリコ社『ビジネス・ウーマン・オブ・ザ・イヤー』賞
- 2005年 - ウォールストリート・ジャーナル『Top 50 Women to Watch in 2005』